# Andrew Bryan
Andrew Bryan (1737 en Goose Creek, Carolina del Sur - 12 de diciembre de 1812 en Savannah, Georgia) es un pastor estadounidense.
Fundó la Primera Iglesia Baptista Africana de Savannah en Savannah, Georgia, la primera iglesia baptista para personas negras que se estableció en los Estados Unidos.